# Vincent Schlenker
Vincent Schlenker (* 17. Dezember 1992 in Villingen-Schwenningen) ist ein deutscher Eishockeyspieler, der seit Juli 2025 beim EHC Freiburg aus der DEL2 unter Vertrag steht und dort auf der Position des Flügelstürmers spielt. Zuvor war Schlenker unter anderem für die Eisbären Berlin in der Deutschen Eishockey Liga (DEL) aktiv, mit denen er in den Jahren 2012 und 2013 die Deutsche Meisterschaft gewann.

## Karriere
Vincent Schlenker begann seine Karriere als Eishockeyspieler in seiner Heimatstadt in der Nachwuchsabteilung des Schwenninger ERC. Von dort wechselte er zu den Eisbären Juniors Berlin, für die er von 2007 bis 2011 in der Deutschen Nachwuchsliga aktiv war. Parallel spielte er von 2009 bis 2011 für den FASS Berlin in der viertklassigen Eishockey-Regionalliga bzw. der drittklassigen Eishockey-Oberliga. In der Saison 2011/12 gab der Flügelspieler sein Debüt für die Eisbären Berlin aus der Deutschen Eishockey Liga. Mit den Eisbären wurde er auf Anhieb in seinem Rookiejahr Deutscher Meister. Zu diesem Erfolg trug er mit drei Toren und zwei Vorlagen in insgesamt 36 Spielen bei. Parallel stand er als Leihspieler auch weiterhin für den FASS Berlin in der Oberliga auf dem Eis.
In den Spielzeiten 2013/14 und 2014/15 erhielt er jeweils eine Förderlizenz für die Dresdner Eislöwen aus der DEL2. Nach einer Verletzungspause von acht Monaten im Jahr 2014 kam er für den Rest der Saison 2014/15 fast nur noch bei den Dresdner Eislöwen in der DEL2 zum Einsatz. Nachdem sein Vertrag am Ende der Saison 2014/15 von den Eisbären nicht mehr verlängert worden war, wechselte Vincent Schlenker für die neue Saison zum Ligakonkurrenten Grizzly Adams Wolfsburg. Er kam jedoch ausschließlich als Förderlizenzspieler für deren DEL2-Kooperationspartner, die Eispiraten Crimmitschau, zum Einsatz und wechselte im Sommer 2015 fest zu diesen. Dort gehörte er in den folgenden Jahren zu den Leistungsträgern und agierte in der Saison 2021/22 als Mannschaftskapitän.
Im April 2022 entschied sich Schlenker für einen Wechsel zu den Kassel Huskies, bei denen er die Saison 2022/23 verbrachte. Anschließend zog es den Stürmer im Juli 2023 zu den Blue Devils Weiden aus der Oberliga. Mit der Mannschaft gelang im Frühjahr 2024 der Gewinn der Meisterschaft, der gleichbedeutend mit dem Aufstieg in die DEL2 war. Dort schaffte das Team in seinem ersten Jahr den Sprung in die Playoffs. Dennoch verließ Schlenker die Blue Devils und wechselte innerhalb der DEL2 zum EHC Freiburg.

### International
Für Deutschland nahm Schlenker an der U18-Junioren-Weltmeisterschaft der Division I 2010 teil, bei der er mit seiner Mannschaft den Aufstieg in die Top-Division erreichte. In fünf Turnierspielen steuerte er ebenso viele Scorerpunkte bei. Darunter befanden sich allein vier Tore. Zuvor hatte der Stürmer im Jahr zuvor bereits zum Kader des deutschen Teams bei der World U-17 Hockey Challenge 2009 gehört.

## Erfolge und Auszeichnungen
- 2012 Deutscher Meister mit den Eisbären Berlin
- 2013 Deutscher Meister mit den Eisbären Berlin
- 2024 Oberliga-Meister und Aufstieg in die DEL2 mit den Blue Devils Weiden

### International
- 2010 Aufstieg in die Top-Division bei der U18-Junioren-Weltmeisterschaft der Division I

## Karrierestatistik
Stand: Ende der Saison 2024/25

### International
Vertrat Deutschland bei:
- World U-17 Hockey Challenge 2009
- U18-Junioren-Weltmeisterschaft der Division I 2010

(Legende zur Spielerstatistik: Sp oder GP = absolvierte Spiele; T oder G = erzielte Tore; V oder A = erzielte Assists; Pkt oder Pts = erzielte Scorerpunkte; SM oder PIM = erhaltene Strafminuten; +/− = Plus/Minus-Bilanz; PP = erzielte Überzahltore; SH = erzielte Unterzahltore; GW = erzielte Siegtore; 1 Play-downs/Relegation; Kursiv: Statistik nicht vollständig)